# Clubgoederen
Clubgoederen of 'artificieel schaarse goederen' zijn economische goederen waarvan gebruik niet rivaliserend is, en waarbij individuen uitgesloten kunnen worden. Het begrip is geïntroduceerd door Mancur Olson.
Het niet rivaliserende karakter komt tot uiting in het gegeven dat de beschikbaarheid van het goed niet afhangt van de (hoeveelheid) consumptie door een derde. Doordat individueel gebruik uitgesloten kan worden, is het mogelijk clubgoederen door de gebruiker te laten betalen. 
Voorbeelden van clubgoederen zijn: kabeltelevisie en computerbestanden. Als de beschikbaarheid ruim is kan dit bij benadering gelden, bijvoorbeeld voor communicatie (telefoonnet, internet) in het geval van grote capaciteit, het lenen van boeken bij een bibliotheek, en het reizen met openbaar vervoer of bezoeken van een museum op rustige tijden.